# Мато Гросо
Мато Гросо (на португалски: Mato Grosso, изговаря се по-близко до Мату Гросу) е един от 26-те щата на Бразилия. Мато Гросо е разположен в западната част на страната. На север щатът граничи с щатите Амазонас и Пара, на изток – с щатите Токантинс и Гояс, на юг – с щата Мато Гросо до Сул, а на запад – с щата Рондония и с Боливия. Столицата на Мато Гросо е град Куяба.
С обща площ 903 336,197 km² Мато Гросо е третият по площ щат на Бразилия, но населението му от 2 854 456 души (2006) го нарежда сред най-слабо населените щати на федерацията.

## Административно деление
Щатът е поделен на 2 региона, 22 микрорегиона и 141 общини.

## Население
3 441 998 (2018)
Урбанизация: 76,6% (2006)
Расов състав:
- мулати – 1 599 228 (55,8%)
- бели – 1 060 420 (37,0%)
- чернокожи – 174 000 (6,1%)
- азиатци и индианци – 31 000 (1,1%)